# Tamara Takács
Tamara Takács (Győr, 29 de julio de 1996) es una deportista húngara que compite en piragüismo en la modalidad de aguas tranquilas. Ganó una medalla de oro en el Campeonato Mundial de Piragüismo de 2017 y 6 medallas en el Campeonato Europeo de Piragüismo, en los años 2016 y 2018.

## Palmarés internacional
| Campeonato Mundial | Campeonato Mundial       | Campeonato Mundial | Campeonato Mundial |
| Año                | Lugar                    | Medalla            | Competición        |
| ------------------ | ------------------------ | ------------------ | ------------------ |
| 2017               | Račice (República Checa) | Medalla de oro     | K4 500 m           |
| Campeonato Europeo |                          |                    |                    |
| Año                | Lugar                    | Medalla            | Competición        |
| 2016               | Moscú (Rusia)            | Medalla de plata   | K1 1000 m          |
| 2016               | Moscú (Rusia)            | Medalla de plata   | K2 1000 m          |
| 2017               | Plovdiv (Bulgaria)       | Medalla de oro     | K1 500 m           |
| 2017               | Plovdiv (Bulgaria)       | Medalla de oro     | K4 500 m           |
| 2018               | Belgrado (Serbia)        | Medalla de oro     | K1 5000 m          |
| 2018               | Belgrado (Serbia)        | Medalla de plata   | K1 1000 m          |